# Ardmore (destilleri)

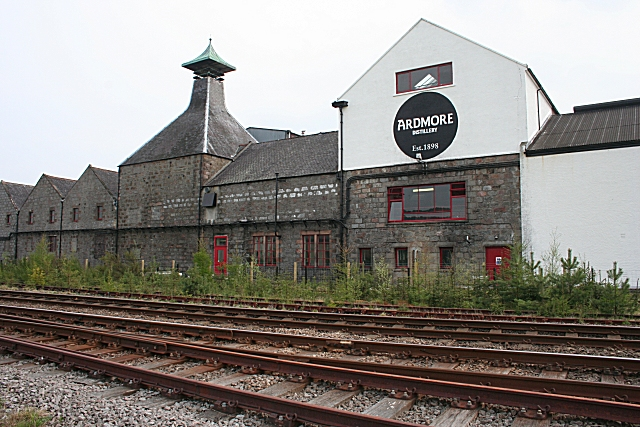
Destilleriet i Ardmore.

Ardmore är ett destilleri som tillverkar whisky, beläget i östra delen av regionen Speyside i Skottland. Destilleriet grundades 1898 av William Teacher och är ett av de största och mest moderna destillerierna i Skottland. Dess klassiska single malt är en av regionens mest rökiga.
Huvuddelen av produktionen går till blendwhisky, bland annat Teacher's, Highland Cream och Ballantine's.